# Gare de Tcherkassy
La gare de Tcherkassy (en ukrainien : Черкаси (станція)) est une gare ferroviaire en Ukraine.

## Situation ferroviaire
Située sur la ligne de chemin de fer vers Odessa, la gare fut un cul-de-sac jusqu'en 1914 avec la prolongation vers la gare de Zolotonocha I.

## Histoire
Créée en 1876 sur le chemin de fer d'Odessa, elle était alors en bois. Elle fut refondue en 1913, puis de nouveau en 1952, mais le projet fut modifié en voulant y adjoindre une gare routière et l'inauguration de se fit que le 5 novembre 1963.

## Service des voyageurs

### Desserte

Installations
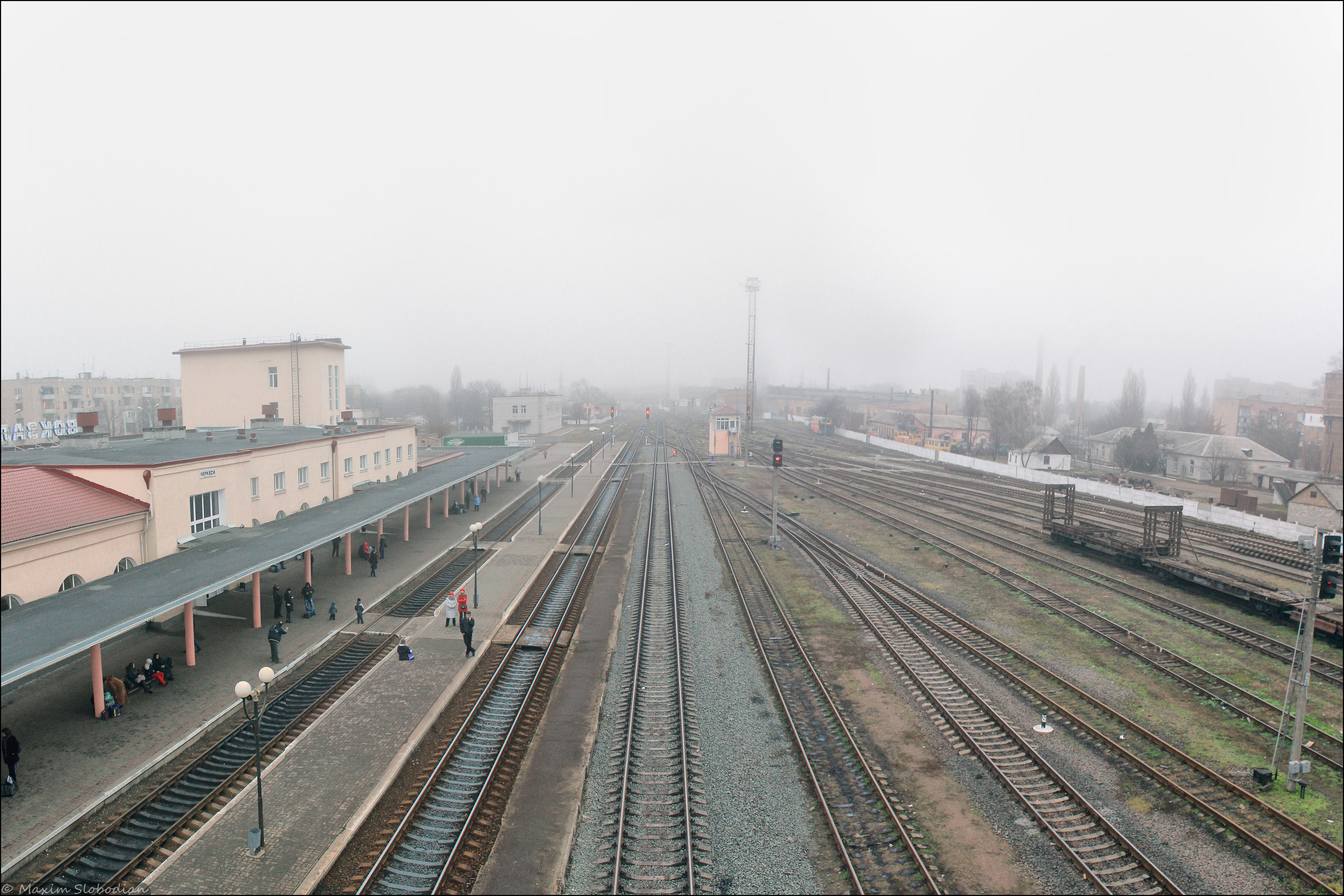
Voies,
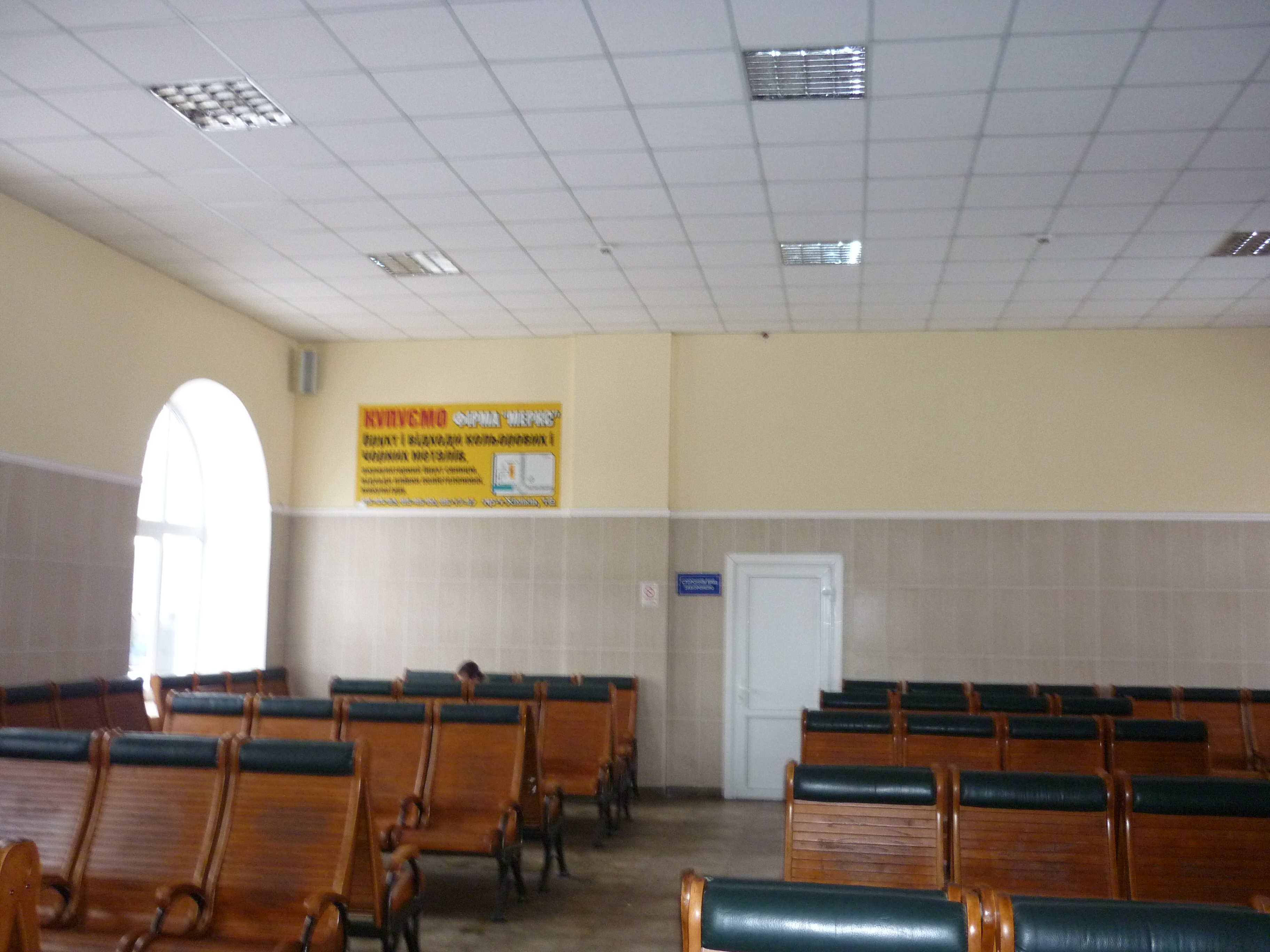
Hall
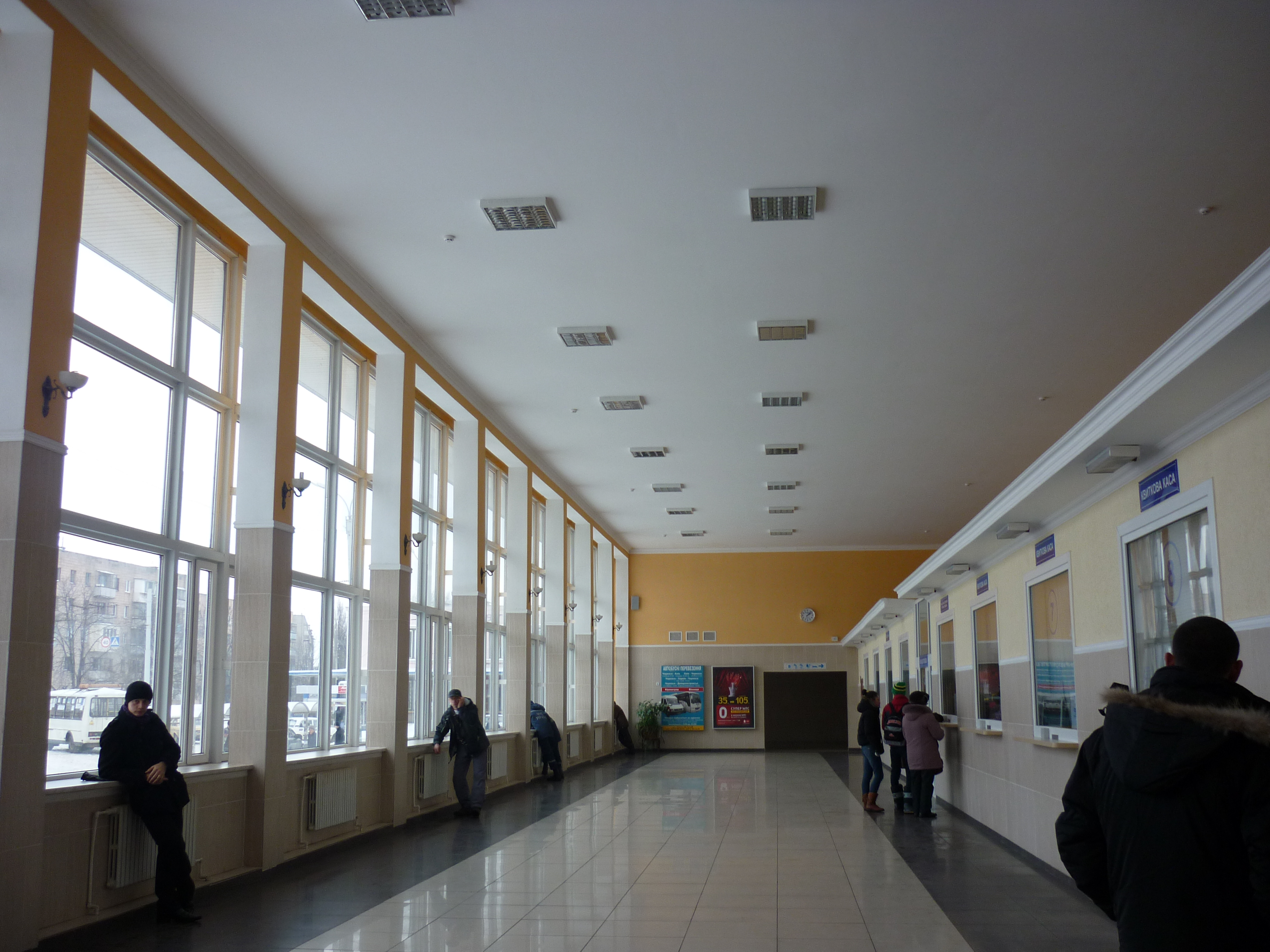
passagers.